# Le Margnès
Le Margnès är en kommun i departementet Tarn i regionen Occitanien i södra Frankrike. Kommunen ligger i kantonen Brassac som tillhör arrondissementet Castres. År 2018 hade Le Margnès 50 invånare.

## Befolkningsutveckling
Antalet invånare i kommunen Le Margnès
| Referens: INSEE |